# Roser Raventós
Roser Raventós   (Santa Coloma de Gramenet, 12 de juliol de 1918 - Santa Coloma de Gramenet, 28 de juliol de 2003) va ser una de les primeres atletes catalanes, coneguda per ser la guanyadora del primer Campionat de Catalunya de cros.
Membre del Club Esportiu Júpiter, va prendre part el 1933 als Campionats de Barcelona, on va guanyar les proves de salt d’alçada (1,15m) i dels 600 metres llisos amb 1 minut i 58 segons, temps que batia el rècord de Catalunya i d’Espanya. A l’octubre, en els Campionats d’Espanya, va millorar encara la seva pròpia marca i va quedar en tercera posició en salt d’alçada. El 12 de novembre d’aquell mateix any va vèncer el primer Campionat de Catalunya de cros que va organitzar Acció Atlètica a Torre del Baró, amb un recorregut de 2km. Hi van participar únicament set dones: Joaquina Andreu, Ramona Garay, Maria Pérez, Isabel Arcas, Josefa Chaparró i «Patinet», a més de la mateixa Raventós.
L’any següent va competir de nou en els Campionats de Catalunya, guanyant els 80m, els 150m, el salt d’alçada, el salt de llargada i el llançament de disc. En el Campionat de Cros Femení de Barcelona, organitzat pel Club Sarrià Esportiu, va quedar en segona posició i al maig va guanyar els 600m en els Campionats Femenins de Barcelona que es van disputar a l'Estadi Olímpic. 2 Aquell any va acabar en segona posició del rànquing espanyol dels 80m, 300m, 600m i salt de llargada, i en tercera en els 150.

## Palmarès
Campionat de Catalunya
- 80 metres llisos: 1934
- 150 metres llisos: 1934
- Salt d'alçada: 1934
- Salt de llargada: 1916
- Llançament de javelina: 1916